# Lule älv
De Lule älv is een rivier in het Zweedse deel van Lapland. De rivier ontstaat waar de Kleine Lule bij Vuollerim in de Grote Lule stroomt. Daarna stroomt de rivier zuidoostwaarts naar Boden en Luleå en mondt daar in de Botnische Golf uit. De rivier is te ondiep voor beroepsvaart. Grote Lule en Lule zijn samen ongeveer 475 km lang. Het stroomgebied is 25 245 km² groot en heeft een redelijk stabiele toevoer van regen- en smeltwater. In de bovenloop van de rivier bij de nationale parken Sarek en Padjalenta valt veel neerslag. Waar de Grote en Kleine Lule samenkomen is het gemiddelde debiet ongeveer 465 m³/s.  Er zijn op korte afstanden grote hoogteverschillen, wat de aanwezigheid van watervallen verklaard.

## Waterkrachtcentrales
De Grote Lule en de Lule zelf zijn zeer geschikt voor het opwekken van elektriciteit door middel van waterkrachtcentrales, omdat het debiet in de rivier hoog is. De waterkrachtcentrale bij Porjus is de bekendste en de waterkrachtcentrale Harsprånget de grootste van Zweden. Het is een goede plaats om ze te bouwen aan het einde van een meer, op de plaats waar de rivier verder stroomt. Er liggen 15 waterkrachtcentrales in de rivier, die allemaal eigendom van Vattenfall zijn.
| centrale    | vanaf in gebruik | normale jaarproductie GWh | opgesteld vermogen MW |
| ----------- | ---------------- | ------------------------- | --------------------- |
| Ritsem      | 1977             | 481                       | 320                   |
| Vietas      | 1971             | 1123                      | 320                   |
| Porjus      | 1975             | 1233                      | 480                   |
| Harsprånget | 1951             | 2131                      | 977                   |
| Ligga       | 1954             | 791                       | 324                   |
| Messaure    | 1963             | 1827                      | 442                   |
| Seitevare   | 1967             | 787                       | 225                   |
| Parki       | 1970             | 85                        | 20                    |
| Randi       | 1976             | 226                       | 86                    |
| Akkats      | 1973             | 565                       | 158                   |
| Letsi       | 1967             | 1850                      | 456                   |
| Porsi       | 1961             | 1145                      | 280                   |
| Laxede      | 1962             | 885                       | 200                   |
| Vittjärv    | 1974             | 175                       | 30                    |
| Boden       | 1971             | 455                       | 78                    |

- Bibliothèque nationale de France: cb122574160 (data)
- Gemeinsame Normdatei: 4275455-0
- Nationale Bibliotheek van Tsjechië: ge796668
- LIBRIS: 152794
- Virtual International Authority File: 249087355